# Алтай (телерадиокомпания)
ГТРК «Алта́й» — филиал ФГУП «Всероссийская государственная телевизионная и радиовещательная компания» в Алтайском крае.

## История
- Алтайское телевидение началось как телевидение Барнаула в 1956 году. Местом для телестудии был выбран первый этаж жилого дома на Ленинском проспекте, 78. Во дворе дома была построена 37-метровая вышка. Первый Барнаульский телецентр был разработан и воплощен в металле инженерами и рабочими Томского политехнического института, Барнаульского радиозавода и Завода транспортного машиностроения. Передающий комплекс включал в себя 900 радиоламп и потреблял электроэнергии почти столько же, сколько потребляет целая студия сегодня.
- Первый экспериментальный показ художественного фильма по телевидению состоялся 13 февраля 1956 года. К 20 октября была смонтирована первая студийная камера и в этот день барнаульские телезрители, а их было несколько десятков — счастливых обладателей телевизоров КВН с кинескопом 18 см по диагонали, увидели первого диктора Марию Скоромную.
- 4 ноября состоялось торжественное открытие Барнаульской студии телевидения. В прямом эфире перед телезрителями предстали создатели телецентра, представители общественности города, гости из Москвы. С этого дня начинается история телевидения на Алтае. В Сибири это был третий телецентр. Первым директором студии стал Петр Васильевич Скиба, первым главным режиссёром — Захарий Борисович Гутчин, инженерно-техническую службу возглавлял Ким Чанцев. Среди самых первых — телеоператор Борис Лопаткин, звукооператор Мария Карих, художник Геннадий Вильмс.
- В 1957 году вышла первая кинозарисовка «Здравствуй, весна», снятая на 35-мм плёнку низкой чувствительности, предназначенную для рентгенограмм.
- 10 августа 1963 года был введен в строй новый телецентр с вышкой, комплексом зданий, новым оборудованием.
- В 1964 году сдана в эксплуатацию передвижная телевизионная станция, что позволило перейти от студийных передач к репортажам с мест событий. В 60-е годы началось строительство мощных радиорелейных линий и трансляционных станций в городах и селах края. Появилась возможность принимать программы Барнаульской студии в Бийске, Рубцовске и многих селах края.
- Становлением Алтайского телевидения занимались по-настоящему талантливые люди: режиссёры Борис Вахрушев, Иннокентий Королёв, Зинаида Артамонова, операторы Алексей Колотвин, Станислав Солдатов, Николай Комоедов, Владимир Починок, Юрий Локтионов, дикторы Нонна Звягина, Валентина Баскакова, Сергей Марков.
- В 70-е годы усиленными темпами идет телефикация населённых пунктов края, совершенствуется техническая база телевидения. Радиорелейные линии позволяют транслировать первую и вторую программы Центрального телевидения.
- В 1972 году организована аппаратная видеозаписи, в 1977 — введена в эксплуатацию цветная ПТС, в 1978 — смонтировано оборудование для вещания в цвете, освоено производство цветного кино.
- В 1975 году вводится в строй первая наземная станция по приёму передач ЦТ через спутник связи «Экран».
- 11 июля 1989 года ГТРК «Алтай» начинает осуществлять эфир на 7-м канале (третья программа). В 1997 году вещал как «ТВ-Плюс», затем переименовался в «Экспресс», а в последние годы существования именовался как «Вести Экспресс».
- С сентября 2002 года информационные программы ГТРК «Алтай» начали выходить в формате общероссийского телеканала «Россия-1». С тех пор телеканал Алтайского края входит в структуру ВГТРК[1].
- С мая 2011 также вещает на телеканале «Россия-24». Проекты: «Вести Алтай», «Вести Сибири».
- 12 октября 2015 года был сдан в строй новый цифровой комплекс ТВ с возможностью создания программ в формате HD[2].

## Структура ГТРК «Алтай»
- «Вести Алтай»
- «Радио России Алтай»
- «Радио Маяк Барнаул»
- «Вести ФМ Алтай»
- Радио «Heart FM»

## Первые сотрудники
- Люди, с первых дней существования студии помогавшие делать телевидение на Алтае, хотя в штате они не состояли — это артисты краевого театра драмы Леонид Двоеглазов, Дементий Паротиков, писатели Виктор Сидоров, Георгий Егоров, Евгений Каширский, Лев Квин.
- Почти с первого дня существования на Алтайском телевидении появилась молодёжная редакция. Работали в ней в 60-е годы Зинаида Артамонова и Алла Мамонтова. Сын Аллы Мамонтовой — Аркадий Мамонтов ныне один из репортёров канала «Россия 1»[3], а другой молодёжник Александр Колпаков, из призыва 70-80 годов, успешно работал на «НТВ».

## Руководители
- 2001 — по наст. время — Олег Говорщенко

## Программы
- «Вести Алтай» — главная информационная программа («Россия 1») выходит в будни: 05:30, 06:30, 07:30, 08:30, 09:00, 14:30, 21:05.
- Итоговая порграмма о главных событиях недели «Местное время. Воскресенье» выходит в воскресенье в 08:00 («Россия 1») .
- «Власть. Действующие лица» — с 2004, политическая программа, рассказывающая о деятельности АКЗС.

## Соцсети
- ВКонтакте
- Телеграм